# Peppermint Creams
Peppermint Creams är en låt av det amerikanska komedibandet Ninja Sex Party släppt som deras tionde singel den 19 november 2014. Låten var också med på deras tredje studioalbum Attitude City släppt 17 juli 2015.